# Consolación
Consolación o Consuelo es un nombre propio femenino de origen latino en su variante en español. Proviene del latín consolatio (consuelo, alentamiento), de consolor (consolar, reconfortar). Tiene su origen en la advocación mariana de la Consolación de la Virgen María.

## Santoral
4 de septiembre: Virgen de la Consolación.

## Variantes
- Consuelo
- Diminutivo: Chelo, Lelo.

## Localidades
- Consolación (Filipinas) es un municipio de la provincia de Cebú en Filipinas.
- Consolación (Valdepeñas) es una pedanía española perteneciente al municipio de Valdepeñas, en la provincia de Ciudad Real, dentro de la comunidad autónoma de Castilla-La Mancha.

- Datos: Q48783300